# Albert Taulé i Viñas
Albert Taulé i Viñas (Sabadell, 2 de desembre del 1932 - Barcelona, 24 de març del 2007) fou sacerdot catòlic i compositor, especialitzat en música religiosa. Va ser autor, també, d'una trentena de sardanes, entre les quals Noves arrels, Llum de tardor, Caves de Sant Sadurní i Tordera bonica. Era fill de la pedagoga i periodista Dolors Viñas.

## Biografia
A sis anys s'inicià en la música: cursà solfeig, teoria i piano a l'Escola Municipal de Música de Sabadell. Després de completar la carrera de professor mercantil, ingressà al Seminari Conciliar de Barcelona per iniciar estudis eclesiàstics, que amplià a les universitats de Salamanca i Pontifícia Universitat Gregoriana. Es llicencià en música sacra al Pontifici Institut de Música Sacra de Roma. Ordenat sacerdot el 1961, exercí en diverses parròquies: a Sabadell fou rector de Sant Vicenç de la Creu Alta (durant 16 anys) i, a Barcelona, rector de l'Església del Pi (1 any) i de Sant Andreu del Palomar (5 anys). La seva darrera destinació, del 1997 fins al seu traspàs, fou el rectorat de Santa Maria del Mar de Barcelona, temple sobre el qual escrigué el llibre Santa Maria del Mar. Passat i present (publicat en edicions castellana, francesa, anglesa i italiana), llibre que serví de base a Ildefonso Falcones per escriure L'església del mar. Aquest autor en homenatge va batejar al personatge del rector de la novela amb el nom de mossèn Albert. El 2006 era arxipreste de la Catedral de Barcelona, responsable de les vint parròquies de la Ciutat Vella.
Va ser professor de música al Seminari Diocesà de Barcelona, director del departament de música del Secretariado Nacional de Liturgia de Madrid, copresident d'Universa Laus International (1970-1973, 1980-1986) i responsable d'edicions musicals del Centre de Pastoral Litúrgica de Barcelona des del 1965. També organitzà nombrosos concerts a l'església de Santa Maria del Mar.

## Obra musical
Fou autor de nombrosos cants religiosos, la majoria publicats al Cantoral de missa dominical, del qual també era coordinador. Va publicar altres llibres de temàtica musical: De bat a bat, El Señor nos llama, Marchad por el mundo, Salmos para cantar i El Sembrador. Algunes de les seves peces de temàtica religiosa són: Missa del papa Joan (1965), De bat a bat (1978), Pel camí de Jericó. La seva producció comprèn també la cançó popular i la música per a cobla.
Llista de les seves sardanes: 
- A l'amic Joan (1988)
- Casal d'Europa (1985)
- Caves de Sant Sadurní (1984)
- Dansaires al vent (1983)
- Dolça Laia (1983)
- El racó de les oliveres (1981)
- Els amics de Ripollet (1984)
- Els tallerets (1987)
- Esclat de joventut (1948)
- Gegants a Montserrat (1983)
- Gloriós Sant Jordi (1985)
- La Margarideta (1947)
- La Muntanya d'Ametistes (1982)
- Llum de tardor (1983)
- Noves arrels (1982), possiblement la seva sardana més coneguda[7]
- Records de Viladrau (1948)
- Retrobament (1985)
- Tordera bonica (1988)